# Serhij Bułyhin-Szramko
Serhij Witalijowycz Bułyhin-Szramko, ukr. Сергій Віталійович Булигін-Шрамко (ur. 4 października 1974 w Odessie) – ukraiński piłkarz, grający na pozycji obrońcy, trener piłkarski.

## Kariera piłkarska

### Kariera klubowa
Wychowanek SDJuSzOR Czornomoreć Odessa. Pierwsze trenerzy - W.Ionysz i W.Sidnew (Fejdman). W 1992 rozpoczął karierę piłkarską w drugiej drużynie Czornomorca Odessa, a 16 marca 1994 debiutował w podstawowej jedenastce w Wyszczej Lidze w meczu z Bukowyną Czerniowce (1:0). Na początku 1995 przeszedł do Nywy Winnica, skąd latem 1995 przeniósł się do SK Odessa. W latach 1996–1998 bronił barw drużyny SKA-Łotto Odessa, po czym powrócił do SK Odessa. Na początku 1999 ponownie został piłkarzem Czornomorca Odessa, w którym zakończył karierę piłkarską. Potem jeszcze grał w amatorskich zespołach Szustow Wełykodonskie, Iwan Odessa i Reał Odessa.

## Kariera trenerska
Jeszcze będąc piłkarzem amatorskiego zespołu Iwan Odessa w 2001 łączył również funkcje trenerskie.

## Sukcesy i odznaczenia

### Sukcesy klubowe
- wicemistrz Mistrzostw Ukrainy: 1995
- brązowy medalista Mistrzostw Ukrainy: 1994
- zdobywca Pucharu Ukrainy: 1994